# Gambaletto
Il gambaletto è un tipo di calza femminile che arriva dal piede fino a poco sotto il ginocchio. È il tipo di calza più corto esistente, dato che footwear di lunghezza minore è considerato "calzino" pure se velato.

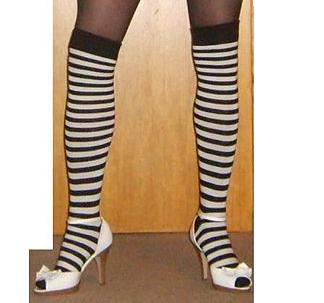
Calzini al ginocchio

## Gambaletto Classico
Per gambaletti tecnicamente si intendono calze di nylon molto simili alle autoreggenti e velate come tali, quindi esclusivamente femminili, ma arrivanti poco sotto il ginocchio. Sebbene vengano spesso chiamati come "calze da pantaloni", in realtà sono molto femminili e abbinati da ragazze e donne di ogni età molto più spesso con gonne corte, vestiti o pantaloncini, data la loro bellezza. Di conseguenza si trattano di un indumento elegante e femminile usato per bellezza. Al contrario delle autoreggenti, che hanno la balza in pizzo, i gambaletti classici hanno la balza "liscia" che provvede a farli stare su. Esistono di vari colori, proprio come le autoreggenti, e i più classici sono quelli neri e di varie sue sfumature. Inoltre, il gambaletto come le calze può avere la parte della punta del piede uguale al resto della calza oppure con una parte leggermente più scura: in questo caso vengono definiti "reinforced toes", e sono generalmente molto più ricercati dei normali  (ci sono casi dove però è troppo scure e vengono considerati di bassa qualità perché li rendono simili alle calze opache). Il gambaletto arriva sempre fino a poco sotto il ginocchio, non sono dunque da confondere con i calzini di nylon (che sono più corti e non vengono considerati quindi calze).

## Colori
I colori sono gli stessi delle comuni calze velate.
Nero classico: Classico nero semi-trasparente tendente al marroncino, il classico colore delle tipiche calze nere. Sono molto apprezzati e i più usati di tutti.
Nero-misto: Gambaletti velati di un nero che sfuma in un'altra tonalità, ad esempio nero-blu (navy blue), nero-violetto (dark purple-plum), nero-grigio (black mist). Anche questi sono molto apprezzati e usati. 
Nudè: Gambaletti invisibili, usati principalmente per nascondere imperfezioni delle gambe e non per abbellimento. Per questo motivo, sono piuttosto mal valutati e talvolta associati alle persone anziane o in sovrappeso nella cultura di massa.
Color carne (o Daino): Da non confondere con i nudè, sono sempre di colore simili alla pelle ma al contrario di essi non sono invisibili e correttivi, ma si vedono molto bene avendo un colorito marroncino-rossiccio e svolgono la classica funzione della calza velata. Questa variante è vista bene, ma è molto meno usata rispetto a quelli neri.
Bianco: Gambaletti bianchi velati. Sono tendenzialmente più usati in ambito lavorativo o cerimoniale, ma a volte vengono usati anche quotidianamente. Comunque, non sono apprezzati ne usati quanto quelli neri.
Altri colori: Ci sono molti altri colori di tutte le tonalità, addirittura colori accesi come rosso o giallo. Questi modelli però non sono praticamente mai usati al di fuori di spettacoli o costumi, perché troppo sgargianti e quindi non si abbinano bene in outfit quotidiane né eleganti.

## Varianti
Queste varianti di calze-calzini vengono comunemente chiamati gambaletti per la loro lunghezza, ma in realtà si trattano di tutt'altro tipo. In questo caso, vi sono varianti anche da uomini.
- Gambaletto Opaco: Uguali ai gambaletti velati perché fatti in nylon ed esclusivamente femminili, sono tuttavia molto più scuri perché vanno dai 30 denari in su. Al contrario dei primi, sono più usati per praticità che per bellezza, dato che non essendo velati non esaltano le forme ma fungono da semplici calzini lunghi femminili.
- Gambaletto a Rete: Anch'essi non si trattano dei veri e propri gambaletti, e sono per donne. Si trattano di calze a rete che però arrivano fino a poco sotto il ginocchio, tipicamente a maglia stretta, e vengono erroneamente chiamati "gambaletti" per la loro lunghezza. Non di rado questa tipologia viene messa come layer sopra calze velate di nylon classiche più lunghe (autoreggenti e collant).
- Gambaletto pesante maschile (o unisex): Non propriamente gambaletti, si trattano di calzini in cotone o lana che arrivano fino a sotto il ginocchio che vengono annoverati in questa categoria perché troppo lunghi per essere propriamente calzini. In questo caso sono tipicamente da uomo (anche se pure alcune donne le usano, ma per la stessa funzione dei Gambaletti Opachi e quindi non per bellezza), e hanno uno scopo molto utile perché vanno messi tipicamente per accompagnare scarpe pesanti quali anfibi, oppure semplicemente per uomini che preferiscono tali calzini ai fantasmini o calzini più corti. Sono da usare esclusivamente sotto i pantaloni o sotto scarpe alte di gambale.
- Gambaletto pesante femminile: Anch'essi dei "falsi" gambaletti, si trattano di calzini in cotone o lana lunghi fino a poco sotto il ginocchio che però presentano decorazioni o caratteristiche (come ad esempio la balza) che li rendono portabili solo da femmine.

- Gambaletto Fantasia: L'unica variante più vicina al vero gambaletto ma comunque non considerabile propriamente tale, si trattano di gambaletti velati che tuttavia differiscono da essi perché hanno sopra di essi dei motivi disegnati (ad esempio i Dolka Pots) oppure hanno la balza decorata. Esistono varianti anche con la balza in pizzo come le autoreggenti, ma nel caso dei gambaletti viene molto più preferita la balza liscia.

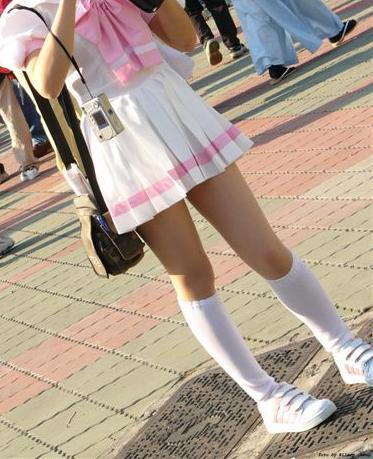
"Falsi " gambaletti, calzini da donna lunghi al ginocchio